# ダリウス・ヴァッセル
ダリウス・マーティン・クラーク・ヴァッセル（Darius Martin Clarke Vassell, 1980年6月13日 - ）は、イングランド・バーミンガム、サットン・コールドフィールド出身のサッカー選手。元イングランド代表。ポジションはセンターフォワード及びウイング。ダライアス・ヴァッセルとも表記される。
ヴァッセルは、プレミアリーグに所属する地元のアストン・ヴィラFCの下部組織を経て1998年に同クラブのトップチームからプロキャリアを始め、2005年に移籍金200万ポンドで同リーグのマンチェスター・シティFCと契約し、2009年に放出されるまで4季在籍した。その後は、トルコ1部のMKEアンカラギュジュと契約したことで初の国外でプレーすることとなる。かつてイングランド代表で指導を受けたスヴェン＝ゴラン・エリクソンの呼びかけに応じ、2010年2月にイングランド2部のレスター・シティFCと契約した。
イングランド代表としては、エリクソン監督の下で2002年から2004年までで22試合6得点を記録し、2002 FIFAワールドカップとUEFA EURO 2004に出場した。

## 来歴

### クラブ

#### 初期
ヴァッセルは、バーミンガムのグレーブリー・ヒル地区で育ち、アーディントンのイェントン小学校とサットン・コールドフィールドファルコン・ロッジのジョン・ウィルモット学校に通っていた。バーミンガム・ボイーズリーグに所属する地元のロムルスFCでキャリアを開始し、その後、同じ地元のアストン・ヴィラFCの下部組織と契約した。

#### アストン・ヴィラ
アストン・ヴィラの下部組織時代に1シーズンでのクラブ最多得点記録となる39得点を挙げる驚異的な活躍を見せつけたヴァッセルは、1998年8月のミドルズブラFC戦 (3-1) で途中出場によりプロデビューを飾り、UEFAカップ1998-99のストレームスゴトセトIF戦で1点を追う中、試合残り10分にダレン・バンフィールド (en) と交代で途中投入され、プロ初得点と2得点目にして決勝点を挙げた。その後、ハムストリングを負傷した影響から1999-2000シーズンは苦しんだが、翌2000-01シーズンは途中出場で出番を増やしていく中、2001年2月にアウェイのブラッドフォード・シティAFC戦 (3-0) で2得点を挙げてファンの心を掴むことに成功すると、翌2000-01シーズンには、チームの中心選手としてファン・パブロ・アンヘルと共に強力なコンビを組み、2人合計で約30得点を挙げる活躍を見せてシーズンを8位で終了させることに貢献。ヴィラでのキャリアの頂点に達した。
その後も持ち前の能力を発揮して不動のストライカーとしての活躍を見せ、2003年8月21日には契約を2年延長する等、順風満帆な生活を送っていたが、2004年10月に足を負傷したことで4ヶ月の離脱となった。自身の離脱中にカールトン・コールとルーク・ムーアの若手が台頭していたが、チームに復帰後も変わらずに出場機会を得ていた。しかし、その一方で調子を取り戻すことが出来ずにいたため、それがマンチェスター・シティFCへ売却されることに繋がった。

#### マンチェスター・シティ

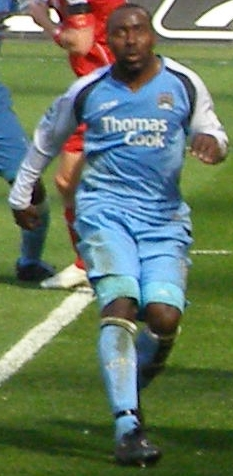
マンチェスター・シティFCでプレーするヴァッセル

2005年7月に移籍金200万ポンドでマンチェスター・シティFCと契約すると、1季目にアンディ・コールとコンビを組んで35試合8得点を記録し、FAカップで5試合2得点を挙げて準々決勝進出に貢献する等、加入早々から活躍を見せていたが、シーズン終了間際にヘルニアの問題により手術のため離脱となった。
3季目の2007-08シーズン開幕前にトルコ1部の強豪ベシクタシュJKからオファーが舞い込むも、スヴェン＝ゴラン・エリクソン新監督により拒否されたヴァッセルは、新加入のエラーノ・ブルメルがそれまで自身が着用していた背番号11が与えられたことで、自身は背番号12が割り当てられてシーズンをスタートしたが、エリクソン監督は守備に重きを置いた4-5-1のフォーメーションを採用したことにより、なかなか調子を出すことが出来ずにいた。さらに、シーズン後半になるとサイドハーフで起用されることが増えたことで移籍を意識するようになり、ボルトン・ワンダラーズFCや昇格組のダービー・カウンティFCといったプレミアリーグの数クラブから興味を持たれていたが、最終的に冬の移籍市場で新たなクラブが見つからなかったことで残留することになった。2008年2月10日にマンチェスター・ユナイテッドFCとのマンチェスター・ダービーでは、前日に強盗被害に遭う失意の中にあったものの、それを感じさせないプレーからリーグ戦通算50得点目を挙げて勝利に貢献し、4月20日のポーツマスFC戦 (3-1) で先制点を挙げた。翌2008-09シーズンになるとクラブのオーナー権がUAEの投資グループへ売却されたことでロビーニョやクレイグ・ベラミー等を大型補強した影響もあり、公式戦15試合の出場にとどまり、シーズン終了後に契約満了に伴い放出された。

#### アンカラギュジュ
2009年7月にトルコ1部のMKEアンカラギュジュと契約し、空港へ到着した際には3000人ものファンが詰めかける程の熱狂ぶりだった。第2節のマニサスポル戦で移籍後初得点を記録。同2009-10シーズン終了後に退団することが決定した。

#### レスター・シティ
2010年10月20日にイングランド2部のレスター・シティFCと2011-12シーズン終了までの2年契約を締結し、マンチェスター・シティとイングランド代表で指導を受けたエリクソン監督と再会した。2010年12月11日のドンカスター・ローヴァーズFC戦 (5-1) で初得点を挙げ、アウェイのハル・シティAFC戦 (1-0) で自身2得点目を記録した。それまで自身が得点を挙げた試合でチームが負けることがなかったが、2011年4月22日のノッティンガム・フォレストFC戦 (2-3) でついに記録が途絶えることとなった。翌2011-12シーズンは、アウェイのサウサンプトンFC戦とダービー・カウンティFC戦で挙げて両試合の勝利に貢献した。10月29日のウェストハム・ユナイテッドFC戦で前十字靭帯を断裂したことにより、シーズン残りを欠場することが決定。6月30日に新契約が提示されることがなかったことで退団した。

### 代表
2002年2月13日のオランダ戦でイングランド代表初出場を飾ると、オーバーヘッドキックで同点弾にして初得点を挙げる活躍を見せて同試合の最優秀選手に選出された。その後、スヴェン＝ゴラン・エリクソン監督によって2002 FIFAワールドカップの一員に選出され、3試合に出場した内でグループリーグ初戦のスウェーデン戦の1試合に先発している。
UEFA EURO 2004準々決勝のポルトガル戦でのPK戦を外したことが、それまで代表に大きく寄与していた所へ影を落とすこととなった。同試合ではウェイン・ルーニーが前半途中に負傷したことにより途中出場したヴァッセルは、延長戦の末のPK戦で最後のキッカーを務めるも外してしまい、次に相手GKのリカルド・ペレイラがPKを成功させたことでチームの敗退が決定。以降、代表での出場は訪れなかった。
代表でのヴァッセルは、特性がスピードとアジリティにあることから試合残り15分から20分辺りで投入され、その卓越したペースで疲れている相手ディフェンス陣に混乱を与える、所謂スーパーサブが有用であると評されるように主に途中出場での起用が目立った。

### 私生活
ヴァッセルは敬虔なキリスト教徒であり、以前に重大な自動車事故に巻き込まれるも生存出来たのは信仰のおかげと考えている。甥のアイザックもサッカー選手である。

## 個人成績
| クラブ成績   | クラブ成績       | クラブ成績         | リーグ | リーグ | カップ   | カップ   | リーグ杯 | リーグ杯 | 国際大会   | 国際大会   | 通算 | 通算 |
| シーズン     | クラブ           | リーグ             | 出場   | 得点   | 出場     | 得点     | 出場     | 得点     | 出場       | 得点       | 出場 | 得点 |
| イングランド | イングランド     | イングランド       | リーグ | リーグ | FAカップ | FAカップ | FLカップ | FLカップ | ヨーロッパ | ヨーロッパ | 通算 | 通算 |
| ------------ | ---------------- | ------------------ | ------ | ------ | -------- | -------- | -------- | -------- | ---------- | ---------- | ---- | ---- |
| 1997-98      | アストン・ヴィラ | プレミアリーグ     | 0      | 0      | 0        | 0        | 0        | 0        | 0          | 0          | 0    | 0    |
| 1998-99      | アストン・ヴィラ | プレミアリーグ     | 6      | 0      | 1        | 0        | 1        | 0        | 3          | 2          | 11   | 2    |
| 1999-2000    | アストン・ヴィラ | プレミアリーグ     | 11     | 0      | 1        | 0        | 5        | 0        | 0          | 0          | 17   | 0    |
| 2000-01      | アストン・ヴィラ | プレミアリーグ     | 23     | 4      | 3        | 1        | 1        | 0        | 3          | 0          | 30   | 5    |
| 2001-02      | アストン・ヴィラ | プレミアリーグ     | 36     | 12     | 1        | 0        | 1        | 0        | 6          | 2          | 44   | 14   |
| 2002-03      | アストン・ヴィラ | プレミアリーグ     | 33     | 8      | 1        | 0        | 3        | 3        | 1          | 0          | 38   | 11   |
| 2003-04      | アストン・ヴィラ | プレミアリーグ     | 32     | 9      | 1        | 0        | 6        | 1        | 0          | 0          | 39   | 10   |
| 2004-05      | アストン・ヴィラ | プレミアリーグ     | 21     | 2      | 0        | 0        | 1        | 1        | 0          | 0          | 22   | 3    |
| 2005-06      | マンチェスター.C | プレミアリーグ     | 36     | 8      | 4        | 1        | 1        | 1        | 0          | 0          | 41   | 10   |
| 2006-07      | マンチェスター.C | プレミアリーグ     | 32     | 3      | 4        | 2        | 0        | 0        | 0          | 0          | 36   | 5    |
| 2007-08      | マンチェスター.C | プレミアリーグ     | 27     | 6      | 3        | 0        | 2        | 0        | 0          | 0          | 32   | 6    |
| 2008-09      | マンチェスター.C | プレミアリーグ     | 8      | 0      | 1        | 0        | 0        | 0        | 6          | 1          | 15   | 1    |
| トルコ       | トルコ           | トルコ             | リーグ | リーグ | トルコ杯 | トルコ杯 | リーグ杯 | リーグ杯 | ヨーロッパ | ヨーロッパ | 通算 | 通算 |
| 2009-10      | アンカラギュジュ | スュペル・リグ     | 22     | 4      | 3        | 0        | 0        | 0        | 0          | 0          | 25   | 4    |
| イングランド | イングランド     | イングランド       | リーグ | リーグ | FAカップ | FAカップ | FLカップ | FLカップ | ヨーロッパ | ヨーロッパ | 通算 | 通算 |
| 2010-11      | レスター・シティ | チャンピオンシップ | 31     | 4      | 1        | 0        | 0        | 0        | 0          | 0          | 32   | 4    |
| 2011-12      | レスター・シティ | チャンピオンシップ | 13     | 2      | 0        | 0        | 0        | 0        | 0          | 0          | 13   | 2    |
| 総通算       | 総通算           | 総通算             | 331    | 66     | 26       | 4        | 21       | 6        | 19         | 5          | 396  | 81   |

## 代表歴

### 出場大会
- イングランド代表
  - 2002 FIFAワールドカップ

### 試合数
- 国際Aマッチ 22試合 6得点（2002年-2004年）[26]

| イングランド代表 | 国際Aマッチ | 国際Aマッチ |
| 年               | 出場        | 得点        |
| ---------------- | ----------- | ----------- |
| 2002             | 9           | 3           |
| 2003             | 6           | 1           |
| 2004             | 7           | 2           |
| 通算             | 22          | 6           |

### 得点
スコア欄はイングランドの得点を左側に記している
| #  | 日付          | 場所           | 相手         | スコア | 結果 | 大会                                  |
| -- | ------------- | -------------- | ------------ | ------ | ---- | ------------------------------------- |
| 1. | 2002年2月13日 | アムステルダム | オランダ     | 1–1    | 1–1  | 親善試合                              |
| 2. | 2002年4月17日 | リヴァプール   | パラグアイ   | 3–0    | 4–0  | 親善試合                              |
| 3. | 2002年5月26日 | 神戸市         | カメルーン   | 1–1    | 2–2  | 親善試合                              |
| 4. | 2003年4月2日  | サンダーランド | トルコ       | 1–0    | 2–0  | UEFA EURO 2004予選                    |
| 5. | 2004年6月5日  | マンチェスター | アイスランド | 4–1    | 6–1  | 親善試合 (2004年FAサマートーナメント) |
| 6. | 2004年6月5日  | マンチェスター | アイスランド | 6–1    | 6–1  | 親善試合 (2004年FAサマートーナメント) |